# Isla de las Serpientes (Senegal)
Isla de las Serpientes (en francés: Île aux Serpents) es una isla al sudoeste de Dakar, en el país africano de Senegal, que forma parte de las Islas de la Magdalena (îles de la Madeleine). El nombre de esta isla ha sido durante mucho tiempo relacionado con la infestación de serpientes, pero el nombre viene, de hecho, de una deformación del nombre «isla Sarpanit», el nombre de un sargento rebelde del ejército francés que fue deportado y poco conocido, que había pedido y obtenido permiso para establecerse de forma permanente allí.